# Ulica Jana Kasprowicza w Zakopanem
Ulica Jana Kasprowicza – jedna z głównych ulic Zakopanego. Stanowi, wraz z ulicą Nowotarską, drogę wyjazdową z miasta na północ. Jest częścią drogi krajowej nr 47 oraz Zakopianki.
Początkowo była częścią traktu prowadzącego z Krakowa na Podhale.
Patronem ulicy jest Jan Kasprowicz – polski poeta związany z Zakopanem.